# Hanna Bielajewa
Hanna Bielajewa (biał. Ганна Беляева; ros. Анна Беляева; ur. 28 kwietnia 1987) – białoruska, a od 2011 roku azerska zapaśniczka walcząca w stylu wolnym.
Zajęła piąte miejsce na mistrzostwach świata w 2008. Brązowa medalistka mistrzostw Europy w 2008 i 2013. Czwarta w Pucharze Świata w 2012. Trzecia na MŚ juniorów w 2007 roku.